# Relations entre l'Albanie et le Maroc
Les relations entre l'Albanie et le Maroc se réfèrent aux relations bilatérales entre l'Albanie située en Europe du Sud et le Maroc situé en Afrique du Nord.

## Historique
Les deux pays signent en 1962 un accord commercial concernant la vente par l'Albanie de pétrole brut, de bitume et de tabac, et l'exportation du Maroc d'huiles comestibles, de phosphates, de graphite, d'acide sulfurique et chlorhydrique et de produits de l'artisanat.
En octobre 2015, deux accords sont signés entre l'Albanie et le Maroc concernant la non double imposition et la lutte contre l'évasion fiscale. Par ailleurs la suppression réciproque des visas pour les passeports diplomatiques et de service est décidée.
En mars 2025, le Maroc décide de supprimer les formalités de visa pour les Albanais effectuant des courts séjours. Cette mesure doit permettre de faciliter la mobilité, améliorer les échanges économiques et développer le tourisme entre les deux pays. Par ailleurs, l’Albanie formalise son soutien au Maroc sur la question du Sahara occidental lors d'une déclaration signée le 1er mars 2025 à Rabat par Igli Hasani (en), ministre albanais de l’Europe et des Affaires étrangères, et son homologue marocain Nasser Bourita.